# Coronación de Pío III
Coronación de Pío III es un fresco de Pinturicchio, datado entre 1503 y 1508, y conservado en la Catedral de Santa María de la Asunción en Siena. Se encuentra sobre la entrada de mármol de la Biblioteca Piccolomini, en la nave izquierda de la iglesia.

## Historia
La obra fue encargada por el hermano de Pío III, Andrea Nanni Piccolomini, poco después de la repentina muerte de este, luego de su elección como pontífice. Este hecho había provocado la repentina detención de los trabajos en la Biblioteca Piccolomini, donde también había trabajado Pinturicchio.
Los trabajos del fresco duraron hasta abril de 1508. La obra tuvo inconvenientes por infiltración de humedad, y fue restaurado por primera vez en 1586, por Marco Pino, siendo los trabajos posteriores de restauración, numerosos.

## Descripción
El fresco se encuentra pintada en una pared de la nave izquierda, cerca de la entrada de la Biblioteca. La escena, como muchos del ciclo dedicado a Pío II en la Biblioteca, se establece en dos registros, con una simetría sustancial de las partes. En la parte superior, el Papa, sentado en un trono en el centro, recibe la triple corona y la cruz, y su figura se modela en un bajorrelieve de estuco y tableta de oro, por lo se destaca con respecto a las sombras de la parte superior de la pared. La escena se desarrolla en una especie de logia, flanqueado por dos terrazas llenas de obispos y aberturas pequeñas paisaje en el fondo. Por los costados se aprecian músicos, mientras que en el centro de la logia aparece la inscripción conmemorativa.
En la parte inferior aparece un público variado y colorido. Sobre la presencia de retratos, las fuentes son contradictorios: Giorgio Vasari dice que hay en cantidad, mientras que Sigismondo Tizio, biógrafo de Pinturicchio, habla solamente del retrato del sienés Pandolfo Petrucci, sospechoso de la muerte del Papa. En cualquier caso, la falta de retratos para comparar hace difícil cualquier hipótesis; sólo el chico en el extremo derecho, con una media luna en el calcetín, confirma ser pariente de Piccolomini, pero se desconoce su identidad.

## Estilo
La escena se caracteriza por una cierta rigidez en la división en partes, por lo que parece tener aún reminiscencias del Quattrocento. A pesar de algunos elementos dinámicos que muestran voluntad de adaptarse al nuevo arte de principios del siglo XVI, especialmente a la luz de Rafael Sanzio. Por ejemplo, los contrastes de color de los heraldos del grupo de la izquierda, la languidez absorbida por el alabardero apoyado en el asta, la presencia del joven en medias rojas, etc. Oberhuber, en 1977, llevó a asumir una paternidad de Rafael para el diseño de toda la escena, algo ignorado por el resto de los críticos. En cualquier caso, la personalidad artística del maestro de Urbino tuvo que sacudir las certidumbres del ya maduro Pinturicchio, empujándolo hacia una renovación, en años siguientes, de los trabajos en la Biblioteca Piccolomini.